# Bernard Williams
Bernard Williams (Westcliff-on-Sea, Essex, 1929 - Roma, 2003) va ser un filòsof anglès especialitzat en ètica. La seva teoria moral és una crítica tant als imperatius de Kant (que manen actuar segons el deure) com a l'utilitarisme (que aconsella fer sempre l'acció que més benefici porti a la comunitat), ja que postula que cada persona ha de considerar els seus principis i sentiments a l'hora d'actuar, sense pensar només en les conseqüències i en les normes universals, sinó en cada situació per separat. Els seus detractors l'acusen per aquest motiu de caure en el relativisme, fet que ell sempre va negar. Defensa la moralitat de la recerca del plaer i de la tolerància cap als altres, afirmant que el govern només ha de reprimir les conductes que siguin clarament perjudicials.
Durant la seva vida va reivindicar el dret de la dona a fer ciència i va criticar la censura a la pornografia i altres manifestacions similars, així com el reduccionisme científic i l'absència de debats rellevants en el si de la comunitat filosòfica.